# 福田東吾
福田東吾（1855年—1917年），日本建築師，1875年自東京帝國大學工學部土木學科畢業，之後在1898年擔任臺灣總督府技師。

## 作品
- 總督官邸（1901年）[2]
- 臺北步兵第一聯隊永久兵營（1903年）[2]
- 臺中步兵第一聯隊第三大隊永久兵營[2]
- 臺南步兵第二聯隊永久兵營[2]
- 第一代臺灣神社（監造）[2]